# Крістіна Барруа
Крістіна Барруа (фр. Kristina Barrois; нар. 30 вересня 1981) — колишня німецька тенісистка французького походження.
Здобула 15 одиночних та 16 парних титулів туру ITF. 
Найвищу одиночну позицію рейтингу WTA — 57 місце досягнула 9 травня 2011, парну — 55 місце — 20 лютого 2012 року.
Завершила кар'єру в 2014 році.

## Фінали турнірів WTA

### Одиночний розряд (0–2)
| Легенда                             |
| ----------------------------------- |
| Турніри WTA Tour (0–0)              |
| Premier Mandatory & Premier 5 (0–0) |
| Premier (0–0)                       |
| International (0–2)                 |

| Фінали за покриттям |
| ------------------- |
| Тверде (0–0)        |
| Ґрунт (0–2)         |
| Трава (0–0)         |
| Килим (0–0)         |

| Результат | Ранг | Дата           | Турнір                       | Покриття | Опонент                 | Рахунок  |
| --------- | ---- | -------------- | ---------------------------- | -------- | ----------------------- | -------- |
| Поразка   | 1.   | 22 травня 2010 | Internationaux de Strasbourg | Ґрунт    | Марія Шарапова          | 5–7, 1–6 |
| Поразка   | 2.   | 30 квітня 2011 | Estoril Open, Estoril        | Ґрунт    | Анабель Медіна Гаррігес | 1–6, 2–6 |

### Парний розряд (1–3)
| Легенда                             |
| ----------------------------------- |
| Турніри WTA Tour (0–0)              |
| Premier Mandatory & Premier 5 (0–0) |
| Premier (0–1)                       |
| International (1–2)                 |

| Фінали за покриттям |
| ------------------- |
| Тверде (1–1)        |
| Ґрунт (0–2)         |
| Трава (0–0)         |
| Килим (0–0)         |

| Результат | Ранг | Дата           | Турнір                               | Покриття   | Партнер        | Опоненти                           | Рахунок          |
| --------- | ---- | -------------- | ------------------------------------ | ---------- | -------------- | ---------------------------------- | ---------------- |
| Поразка   | 1.   | 24 квітня 2011 | Porsche Tennis Grand Prix, Stuttgart | Ґрунт (i)  | Ясмін Вер      | Сабіне Лісіцкі Саманта Стосур      | 1–6, 6–7(5–7)    |
| Поразка   | 2.   | 21 липня 2013  | Gastein Ladies, Bad Gastein          | Ґрунт      | Елені Даніліду | Сандра Клеменшиц Андрея Клепач     | 1–6, 4–6         |
| Поразка   | 3.   | 20 жовтня 2013 | BGL Luxembourg Open, Люксембург City | Тверде (i) | Лаура Торп     | Штефані Фогт Яніна Вікмаєр         | 6–7(2–7), 4–6    |
| Перемога  | 1.   | 18 жовтня 2014 | Люксембург Open, Люксембург City     | Тверде (i) | Тімеа Бачинскі | Луціє Градецька Барбора Крейчикова | 3-6, 6-4, [10-4] |

## Виступи у турнірах Великого шолома

### Одиночний розряд
| Турнір                                 | 2005 | 2006 | 2007 | 2008 | 2009 | 2010 | 2011 | 2012 | W–L  |
| -------------------------------------- | ---- | ---- | ---- | ---- | ---- | ---- | ---- | ---- | ---- |
| Відкритий чемпіонат Австралії з тенісу | A    | LQ   | LQ   | A    | 1р   | 2р   | 2р   | 1р   | 2–4  |
| Відкритий чемпіонат Франції з тенісу   | A    | LQ   | A    | LQ   | 2р   | 1р   | 1р   | LQ   | 1–3  |
| Вімблдонський турнір                   | A    | 1р   | LQ   | LQ   | 1р   | 2р   | 1р   |      | 1–4  |
| Відкритий чемпіонат США з тенісу       | LQ   | 1р   | A    | LQ   | 2р   | 1р   | 1р   |      | 1–4  |
| Перемоги-Поразки                       | 0–0  | 0–2  | 0–0  | 0–0  | 2–4  | 2–4  | 1–4  | 0–1  | 5–15 |

### Парний розряд
| Турнір                                 | 2009 | 2010 | 2011 | 2012 | W–L  |
| -------------------------------------- | ---- | ---- | ---- | ---- | ---- |
| Відкритий чемпіонат Австралії з тенісу | 1р   |      | 1р   | 1р   | 1–3  |
| Відкритий чемпіонат Франції з тенісу   | 1р   | 1р   | 2р   | 1р   | 1–4  |
| Вімблдонський турнір                   | ЧФ   | 3р   | 2р   |      | 6–3  |
| Відкритий чемпіонат США з тенісу       | 1р   | 1р   | 2р   |      | 1–3  |
| Перемоги-Поразки                       | 3–4  | 2–3  | 4–4  | 0–2  | 9–13 |